# Allophyes cretica
Allophyes cretica är en fjärilsart som beskrevs av Rudolf Pinker och Hans Reisser 1978. Allophyes cretica ingår i släktet Allophyes och familjen nattflyn. Inga underarter finns listade i Catalogue of Life.